# Станция метрополитена

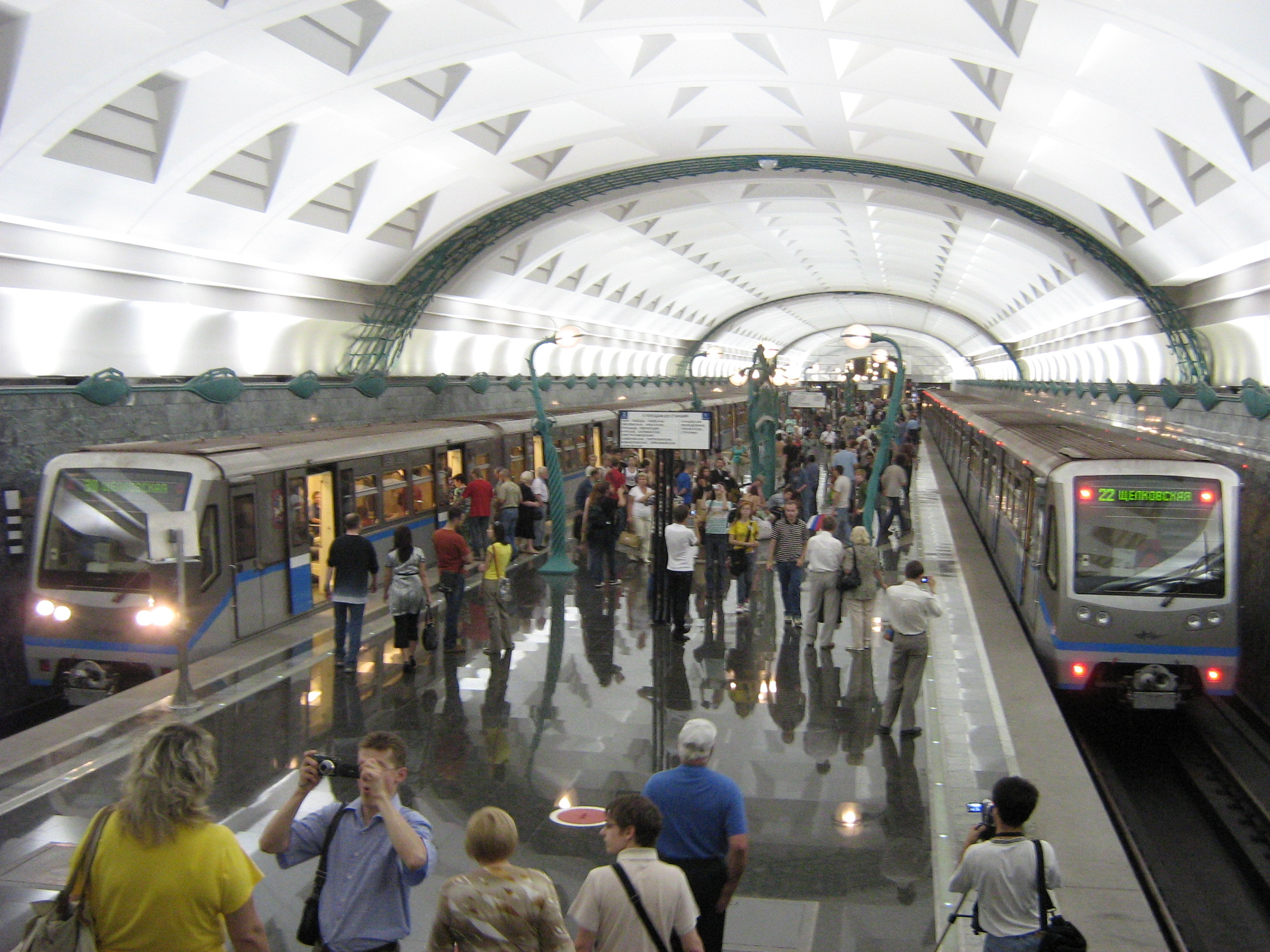
Посадка-высадка пассажиров — работа станции метро на примере станции «Славянский бульвар». Типичная станция — подземная с островной платформой

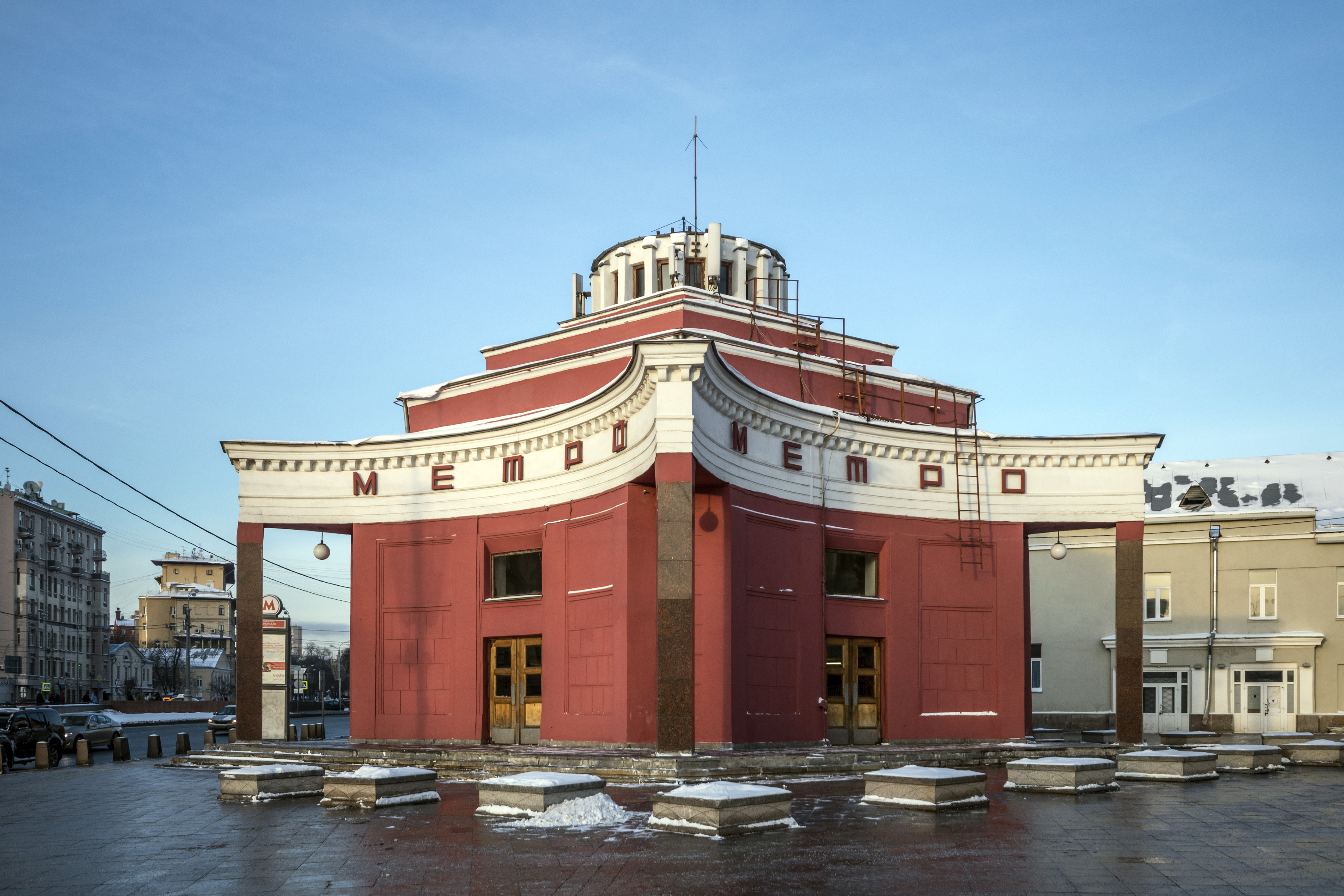
Наземный вестибюль станции «Арбатская» Филёвской линии в Москве

Ста́нция метрополите́на — остановочный пункт, предназначенный для посадки/высадки пассажиров метрополитена (метро).

## Конструктивная классификация станций
Станции метрополитена делятся в зависимости от расположения на:
- надземно-эстакадные;
- наземные;
- подземные, в свою очередь, делящиеся на станции мелкого и глубокого заложения.

В зависимости от конструкции подземные станции бывают пилонного, колонного глубокого, колонного мелкого, односводчатого глубокого, односводчатого мелкого, прочего однопролётного и смежных типов.
Пропуск пассажиров, как правило, производится через турникеты или ручной контроль в вестибюлях, где также имеются кассы, билетные (жетонные, карточные) автоматы.
Подземная станция метро оборудована выходом в город (впрочем, не всегда — некоторые пересадочные станции выхода в город могут не иметь вообще или только на первом этапе работы станции, как «Звенигородская» в Петербурге или «Сретенский бульвар» в Москве), станционными техническими помещениями (кладовыми, подплатформенными помещениями, кабельным коллектором), станционными служебными помещениями (блок-пост — помещение дежурной по станции, диспетчерская и так далее).
Наземная станция метро представляет собой павильон с собственно остановочным платформенным залом внутри, расположенный на уровне земли, а также смежные вестибюли.
Надземные станции располагаются на эстакадах, а некоторые — на метромостах.
Вестибюли подземных, а также надземно-эстакадных станций сообщаются с поверхностью с помощью эскалаторов или просто лестниц, а кое-где также лифтов (и прочих механизмов) для инвалидов.
На станциях закрытого типа («горизонтальный лифт») стационные пути отделены от посадочных платформ несущими стенами с дверьми. Существуют станции иных конструкций, на которых посадочная платформа для защиты от прибывающих поездов огорожена от станционных путей барьером в виде платформенных раздвижных дверей, автоматических платформенных ворот, подъёмного барьера, неподвижного барьера и т. п.

## Геометрия путей и платформ
Станция может иметь островные и береговые платформы.
Конечная станция может иметь особую конфигурацию путей, предусматривающую прибытие поезда на любой из путей и его отправление в обратную сторону, либо оборотный тупик за станцией.
Станция может быть пересадочной. В таком случае либо она соединена с другой станцией переходом таким образом, что пассажир может пройти между ними, не оплачивая повторно вход в метро (несколько соединённых такими переходами станций образуют пересадочный узел), либо в пределах той же станции останавливаются поезда нескольких линий или нескольких маршрутов (на одном и том же пути или на разных).
Существуют многопутные и многоуровневые пересадочные станции.
Частным случаем пересадочной станции является станция с кросс-платформенной пересадкой, когда поезда разных линий останавливаются у противоположных сторон одной платформы.
| Станция с двумя береговыми платформами |

|   |   |   |   |
| · | · | · | · |

|   |   |   |   |
| · | · | · | · |

| Станция с двумя береговыми платформами |

|   |   |   |   |
| · | · | · | · |

|   |   |   |   |
| · | · | · | · |

| Станция с островной платформой |

|   |   |   |   |
| · | · | · | · |

|   |   |   |   |
| · | · | · | · |

| Станция с островной платформой |

|   |   |   |   |
| · | · | · | · |

|   |   |   |   |
| · | · | · | · |

| Конечная тупиковая станция с островной платформой |

|   |   |   |   |
| · | · | · | · |

|   |   |   |   |
| · | · | · | · |

| Конечная тупиковая станция с островной платформой |

|   |   |   |   |
| · | · | · | · |

|   |   |   |   |
| · | · | · | · |

## Архитектура
Многие станции Московского, Петербургского, Пхеньянского, Стокгольмского и ряда других метрополитенов оформлены как дворцовые залы или просто как архитектурные и художественные новаторства.

## Безопасность
Станции метрополитенов оборудуются лифтами для маломобильных пассажиров, тактильным покрытием для безопасности и помощи ориентации в пространстве пешеходам с нарушением зрения и платформенными раздвижными дверьми.

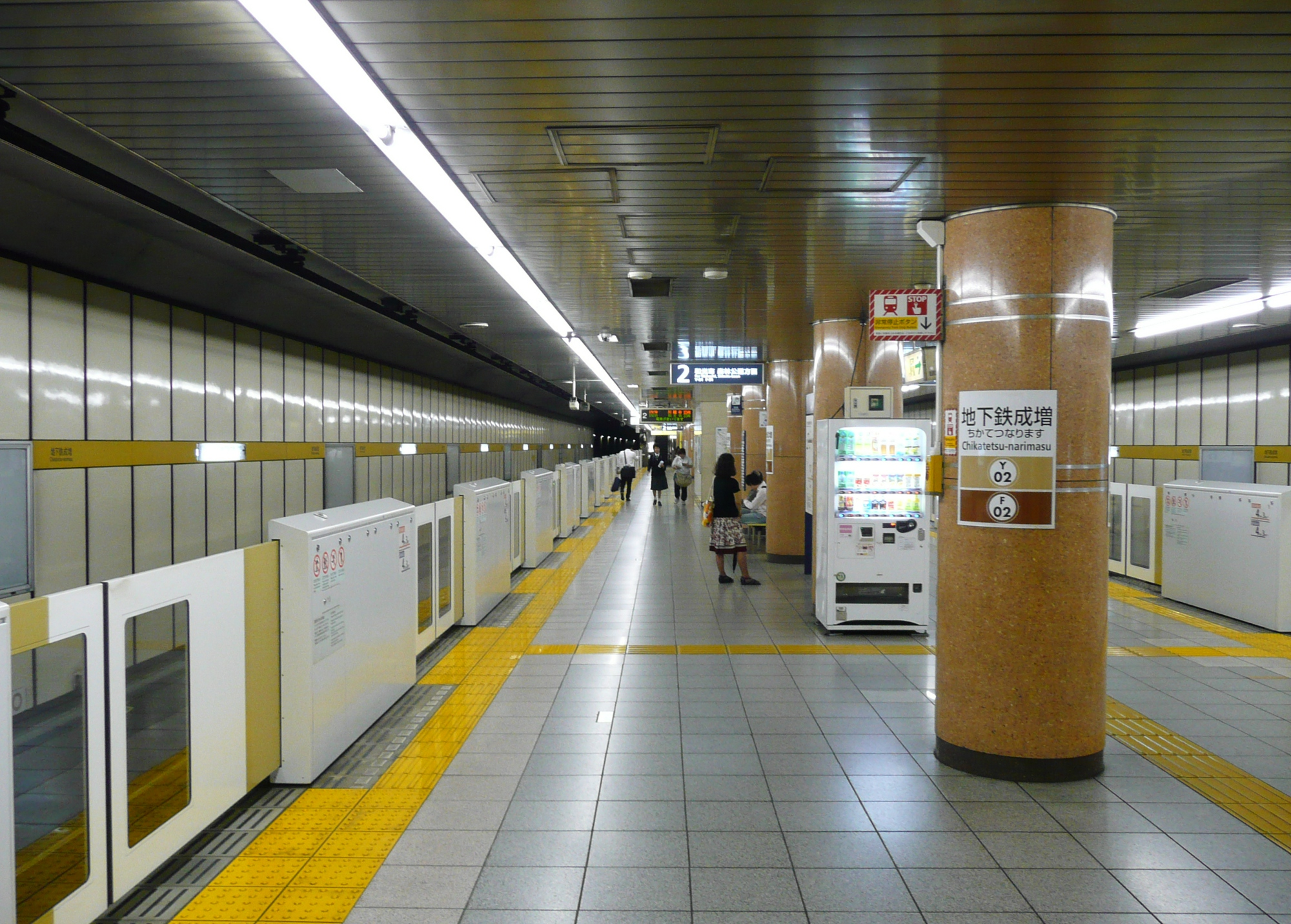
Япония была одним из пионеров по внедрению тактильного покрытия. Платформа станции Тикатэцу-Наримасу с установленными автоматическими платформенными воротами и уложенным тактильным покрытием.
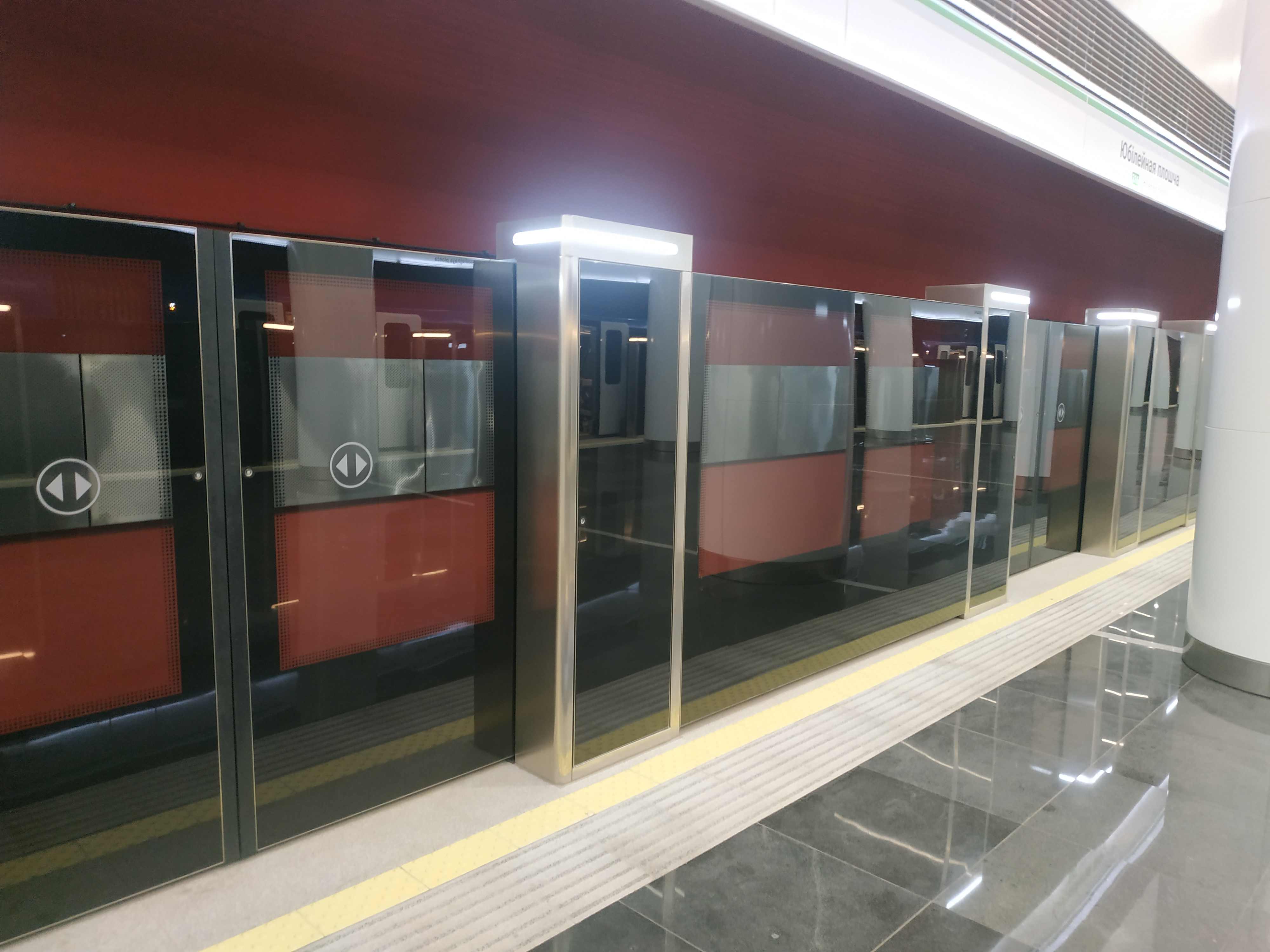
Платформа станции Юбилейная площадь с установленными автоматические платформенные ворота и уложенным тактильным покрытием.
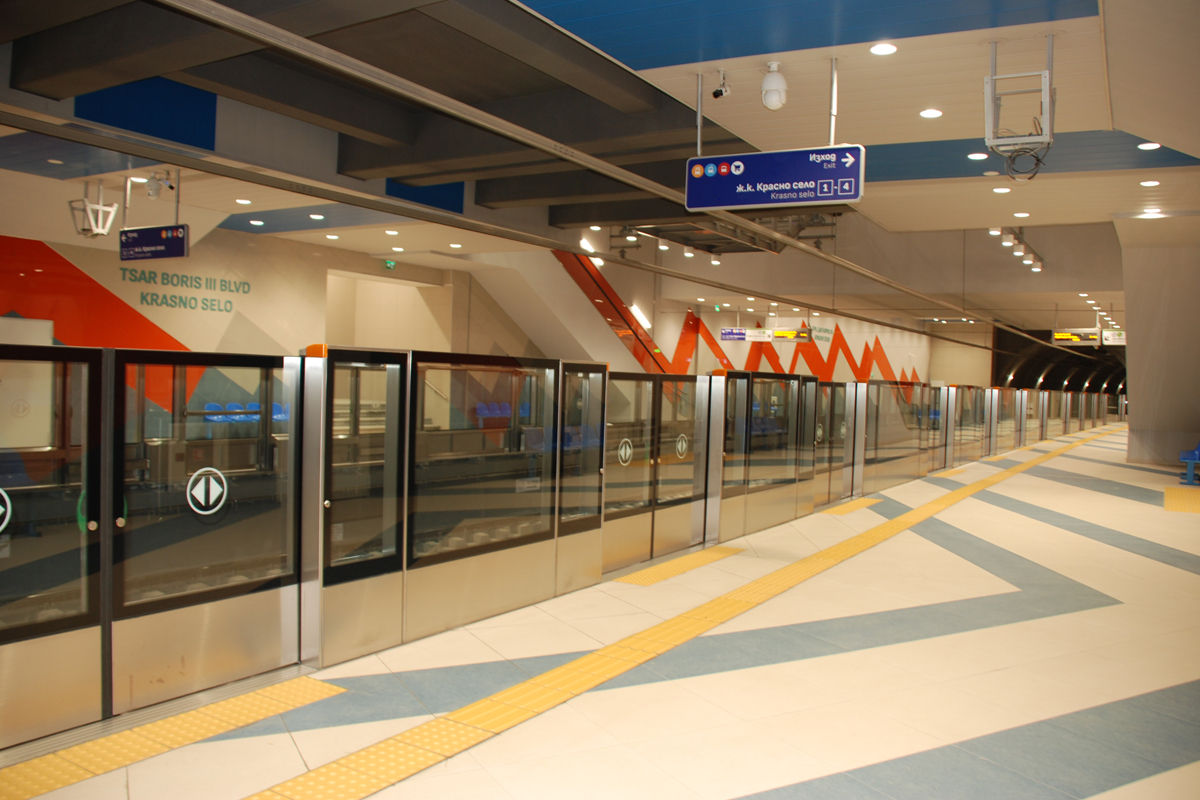
Платформа станции Красное село с установленными автоматическими платформенными воротами и уложенным тактильным покрытием.
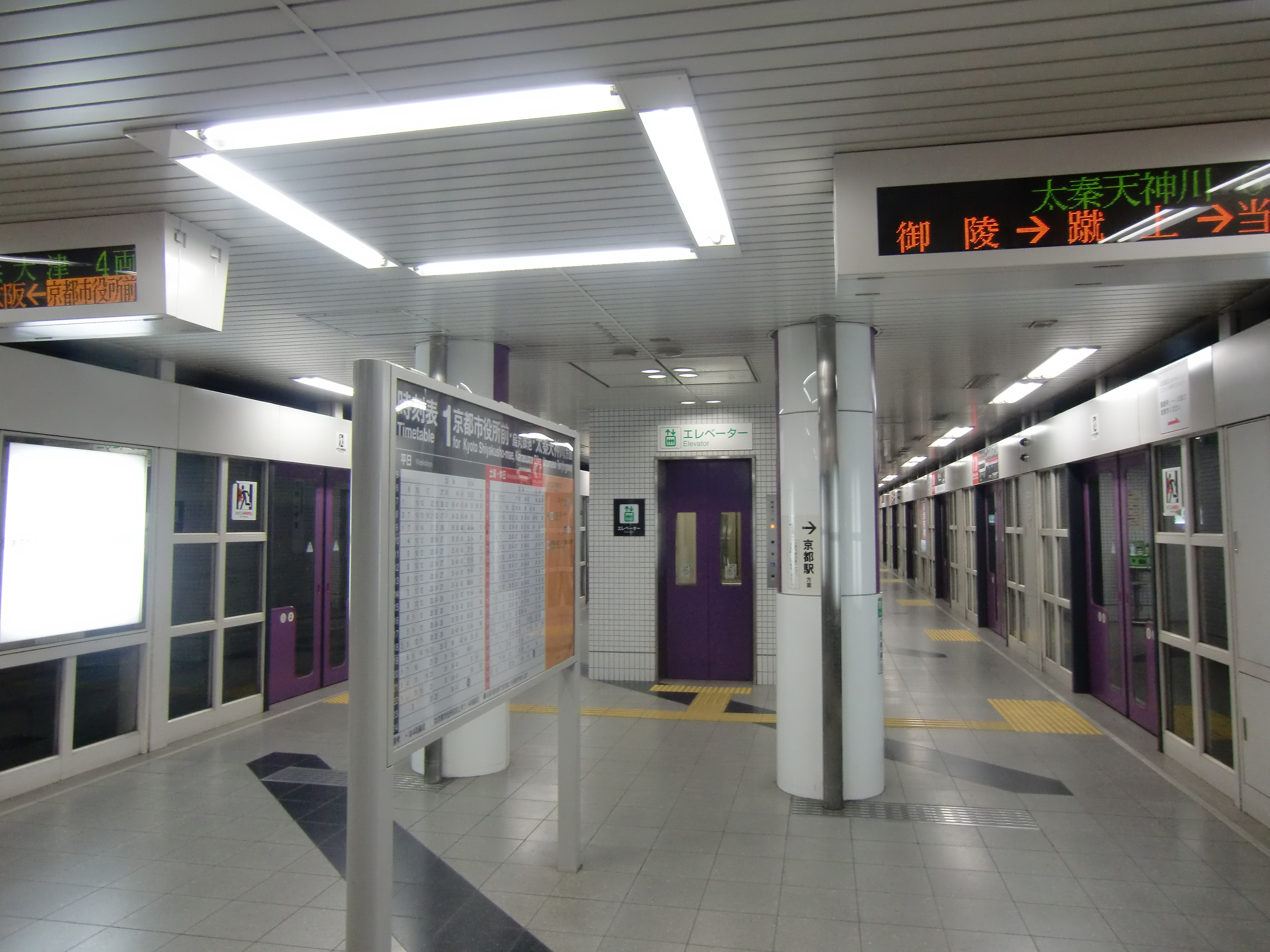
Платформа станции Хигасияма[англ.] с установленными платформенными раздвижными дверьми и уложенным тактильным покрытием.